# 东关文峰塔
东关文峰塔又名襄陵文笔塔，俗名尖尖塔，位于中国山西省襄汾县襄陵镇东街村东关。明万历年间知县杨作楫兴建。康熙十九年（1680）知县夏绍重建。咸丰九年（1859）襄陵县知县岳云溪捐俸重建，同治年间增修，为九级八角密檐式实心砖塔，高30米，占地25平方米。
1984年列为襄汾县文物保护单位。